# Christchurch stadshus
Christchurch stadshus, sedan 2007 formellt känt som Christchurch stadshus för scenkonst, invigdes år 1972 och är Christchurchs huvudcentrum för scenkonst. Stadshuset ligger i den centrala delen av staden vid floden Avons strand vid Victoria Square, mitt emot den tidigare platsen för den nu rivna Christchurchs möteshall. På grund av stora skador som uppstod under jordbävningen i Christchurch i februari 2011 hölls stadshuset stängt till år 2019. Stadshusets råd rekommenderade till en början att allt utom den huvudsakliga hörsalen skulle rivas, men under ett möte i november 2012 beslutades det att hela stadshuset skulle byggas om.